# سیوداد اویتا
سیوداد اویتا (به اسپانیایی: Ciudad Evita) شهری در کشور آرژانتین، استان بوئنوس آیرس است که در سال ۲۰۰۹ میلادی، حدود ۶۸٬۶۵۰ نفر جمعیت داشته است.